# Pustoryl načervenalý
Pustoryl načervenalý (Philadelphus purpurascens) je opadavý keř z čeledi hortenziovité. Vyznačuje se čistě bílými zvonkovitými květy s načervenalým kalichem. Pochází z hor jižní Číny a v České republice je celkem zřídka pěstován jako okrasný keř.

## Popis
Pustoryl načervenalý je opadavý keř dorůstající výšky 1,5 až 4 metry. Mladé větévky jsou purpurové, řídce chlupaté až lysé, loňské jsou šedé až šedohnědé. Borka je hnědá, odlupčivá. Listy jsou vejčité až eliptické, 3,5 až 7 cm dlouhé a 2,5 až 4,5 cm široké, na líci lysé, na rubu lysé, řídce chlupaté na žilnatině nebo až hustě vlnatě chlupaté. Na bázi jsou klínovité, na vrcholu špičaté nebo zašpičatělé, na okraji celokrajné nebo při vrcholu pilovité. Řapík je 2 až 6 mm dlouhý. Žilnatina listů je od báze trojžilná. Na kvetoucích větévkách jsou listy menší, jen 1,5 až 4 cm dlouhé. Květy jsou zvonkovité, asi 2,5 cm široké, silně vonné, uspořádané po 5 až 9 v hroznech s purpurovým hlavním vřetenem. Kalich je lysý nebo řídce chlupatý, zelený, purpurově až tmavohnědě naběhlý. Koruna je čistě bílá, korunní lístky jsou široce vejčité až elipticky obvejčité. Tyčinek je 25 až 33. Čnělka je kratší než tyčinky a po celé délce srostlá. Plodem je vejcovitá, 6 až 8 mm dlouhá tobolka. Kvete v květnu až červnu, plody dozrávají v červenci až září.

## Rozšíření
Pustoryl načervenalý je rozšířen v jižní Číně v provinciích S’-čchuan a Jün-nan. Roste ve smíšených lesích, křoviskách a na horských svazích v nadmořských výškách 2200 až 3500 metrů.

## Rozlišovací znaky
Oproti jiným pustorylům s drobnými květy má pustoryl načervenalý červené kalichy květů, kontrastující s čistě bílými korunními lístky.
Z pěstovaných druhů je nejpříbuznější pustoryl krátkohrozný (P. brachybotrys), lišící se zejména zelenými kalichy a většími listy. Pustoryl Lemoinův (P. x lemoinei), pěstovaný v řadě kultivarů, se dále odlišuje zejména listy na rubu šedozelenými a celkově drobnějšími.

## Význam
Pustoryl načervenalý je v České republice poměrně zřídka pěstován jako okrasný keř. Je uváděn např. z Průhonického parku a z Dendrologické zahrady v Průhonicích. Kultivary nebo kříženci nejsou známy.